# Tapiena yunnana
Tapiena yunnana är en insektsart som beskrevs av Wei Ying Hsia och Xiangwei Liu 1990. Tapiena yunnana ingår i släktet Tapiena och familjen vårtbitare. Inga underarter finns listade i Catalogue of Life.